# Castanopsis echinophora
Castanopsis echinophora är en bokväxtart som beskrevs av Aimée Antoinette Camus. Castanopsis echinophora ingår i släktet Castanopsis och familjen bokväxter.
Artens utbredningsområde är Vietnam. Inga underarter finns listade.